# Auroraroodmus
De auroraroodmus (Carpodacus waltoni) is een zangvogel uit de familie Fringillidae (Vinkachtigen).

## Verspreiding en leefgebied
Deze soort komt voor van het oosten van de Himalaya tot westelijk centraal China.